# Ретиноидный X-рецептор
Ретиноидный X-рецептор (англ. Retinoid X receptor,  RXR) — группа ядерных рецепторов клеток. RXR активируются 9-цис-ретиноевой кислотой и 9-цис-13,14-дигидроретиноевой кислотой, которая, вероятно, является основным эндогенным RXR-селективным агонистом млекопитающих.
Эта 9-цис-13,14-дигидроретиновая кислота является метаболитом, не происходящим из витамина A (витамина A1), и его пищевых прекурсоров аксерофтола (олл-транс-ретинол, витамин A (витамин A1)) или олл-транс-бета-каротина (провитамин А (провитамин А1)). Был предложен независимый путь образования этого эндогенного RXR-лиганда 9-цис-13,14-дигидроретиноевой кислоты из 9-цис-13,14-дигидроретинола, присутствующего в пищевом источнике и названного витамином A5 или, альтернативно, через провитамин A5. 

Существует три ретиноидных X-рецептора (RXR): RXR-альфа, RXR-бета и RXR-гамма, кодируемые генами RXRA, RXRB, RXRG соответственно. RXR гетеродимеризуется с ядерными рецепторами подсемейства 1, включая CAR, FXR, LXR, PPAR, , PXR, RAR, TR и VDR. Как и другие ядерные рецепторы типа II, гетеродимер RXR и RAR в отсутствие лиганда связывается с элементами гормонального ответа, образующими комплекс с корепрессорным белком. Связывание лигандов-агонистов с RXR приводит к диссоциации корепрессора и привлечению коактиваторного белка, который, в свою очередь, способствует транскрипции нижележащего гена-мишени в мРНК и, в конечном итоге, в белок.